# Lguest
Lguest — это гипервизор в Linux для виртуализации на архитектурах x86. Является частью ядра Linux, начиная с версии 2.6.23. Он не является решением полной виртуализации, однако оперирует ядром Linux с поддержкой lguest, и в этом схож с KVM.
Дизайн lguest делает его минимальным гипервизором для ядра Linux (примерно 5000 строк кода), чтобы разработчики и пользователи могли делать эксперименты с платформенной виртуализацией, испытывая минимальные трудности. Однако он обладает достаточными свойствами, которые делают его использование целесообразным для специальных задач.
Lguest поддерживается Расти Расселлом.